# Никифоров, Леонард Львович
Леонард Львович Никифоров (15 октября 1934 года, город Чита, теперь Забайкальского края Российской Федерации — 11 февраля 2001, Киев) — советский государственный деятель, генеральный директор Киевского производственного объединения имени Королёва. Депутат Верховного Совета УССР 11-го созыва. Член ЦК КПУ в 1981—1990 г. Член ЦК КПСС в 1990—1991 г.

## Биография
Окончил школу № 1 в Магадане (1953) и Киевский политехнический институт (1958).
В 1958—1960 г. — старший инженер-конструктор Киевского авиационного завода. В 1960—1962 г. — инженер-электрик управления службы Юго-Западной железной дороги.
В 1962—1972 г. — инженер, старший инженер, ведущий инженер, начальник лаборатории, начальник отдела Специализированного конструкторского бюро (СКБ), заместитель главного инженера завода, главный инженер СКБ Киевского завода «Радиоприбор».
В 1969 году вступил в КПСС.
В 1972—1979 г. — заместитель главного инженера, главный инженер Киевского производственно-технического объединения имени С. П. Королёва — завода «Радиоприбор» имени С. П. Королёва.
В 1979—1994 г. — генеральный директор Киевского производственного объединения имени С. П. Королёва — директор завода «Радиоприбор» имени С. П. Королёва.
С 1994 г. — председатель правления Киевского акционерного общества «Меридиан» имени С. П. Королёва. Затем работал помощником председателя правления акционерного общества «Меридиан».
Умер на 67-м году жизни 12 февраля 2001 года. Похоронен на Байковом кладбище (участок № 49а).

## Семья
Жена Галина Андреевна, сын Сергей, дочь Ольга (Стаховская), 5 внуков. Один из внуков — Сергей Стаховский.

## Награды
- ордена
- лауреат Государственной премии СССР
- лауреат Государственной премии Украинской ССР
- медали